# ドリーム・クルーズ
『ドリーム・クルーズ』（Dream Cruise）は、2007年に制作されたアメリカ合衆国のホラー映画。「マスターズ・オブ・ホラー」第2期の1作として製作。原作は鈴木光司のホラー短編「仄暗い水の底から」の一篇「夢の島クルーズ」。監督は「リング0」、テレビ「ほんとにあった怖い話」等でＪホラーの父と呼ばれる鶴田法男。PG-12指定作品。

## ストーリー
資産家斎藤英治の顧問弁護士であるジャック・ミラーは彼とその妻、百合と3人でヨットクルーズに出かける。ジャックは幼少期に水の事故に関するトラウマがあり不安であった。さらに彼は百合と不倫関係にあり英治には秘密にしていた。夜になる中、ヨットのスクリューに何かが絡まり身動きが取れなくなってしまう。英治には先妻の直美がおり既に死亡していた彼女の亡霊がスクリューに絡みつき襲いかかってきたのだ。3人の関係を含めた恐怖の一夜が始まった。

## スタッフ
- 監督：鶴田法男
- 原作：鈴木光司
- 製作総指揮：ミック・ギャリス、江川信也、ジェニー・ルー・トゥジェンド、ローレン・ワイスマン
- 製作：中村陽介、飯塚信弘
- 脚本：鶴田法男、高山直也
- 撮影：さのてつろう
- 編集：須永弘志
- 美術：斎藤岩男
- 音楽：コージー・エンドウ・Jr.
- 視覚効果：橋本満明、光学太郎
- 助監督：山本英之
- 製作：角川ヘラルド映画
- 配給：角川映画

## キャスト
- 斎藤百合：木村佳乃
- ジャック・ミラー：ダニエル・ギリス
- 斎藤英治：石橋凌
- 斎藤直美（ナオミ）：蜷川みほ